# Erik Collinder
Erik Collinder, född 21 juli 1848 i Arbrå socken, död 16 februari 1920 i Sundsvall, var en svensk gymnasielärare, kommunpolitiker, idrottsledare och botaniker.
Collinder var son till hemmansägaren Per Jonsson. Han blev elev vid Gävle högre elementarläroverk 1863, avlade mogenhetsexamen där 1871 och blev samma år student vid Uppsala universitet där han 1877 avlade filosofie kandidatexamen. Han genomgick provår vid Maria elementarläroverk och Stockholms gymnasium. Låsäret 1878–1879 var han vikarierande, från 1879 ordinarie adjunkt i kristendom, svenska och naturlära vid Sundsvalls högre allmänna läroverk. Åren 1880–1902 var Collinder även lärare vid Sundsvalls läroverk för flickor, från 1879 vid Sundsvalls tekniska afton- och söndagsskola, där han även var styrelseledamot från 1884, 1912–1919 som vice ordförande och 1919–1920 som sekreterare. Collinder var en av stiftarna av Skidklubben Vidar i Sundsvall 1893 och dess ordförande 1893–1917. Åren 1895–1910 var han stadsfullmäktig i Sundsvall. År 1913 erhöll han avsked med pension från adjunktsbefattningen. År 1905 blev han riddare av Vasaorden.